# Phyllergates
Phyllergates — рід горобцеподібних птахів родини Cettiidae. Містить 2 види.

## Поширення
Рід поширений в Південно-Східній Азії. Мешкають у відкритих лісах, чагарниках та садах.

## Опис
Дрібні птахи. Мають короткі округлі крила, короткі хвости, міцні ноги і довгі вигнуті дзьоби. Хвіст, як правило, тримається вертикально. Зазвичай, ці птахи яскраво забарвлені, із зеленою або сірою верхньою частиною та жовто-білою або сірою нижньою частиною. Верхівка голови каштанового кольору.

## Види
- Кравчик гірський (Phyllergates cucullatus)
- Кравчик рудоголовий (Phyllergates heterolaemus)